# 黑默 (石勒苏益格-荷尔斯泰因州)
黑默是德国石勒苏益格－荷尔斯泰因州的一个市镇。总面积16.53平方公里，总人口561人，其中男性298人，女性263人（2011年12月31日），人口密度34人/平方公里。